# Brennerstraße 42 (Weimar)

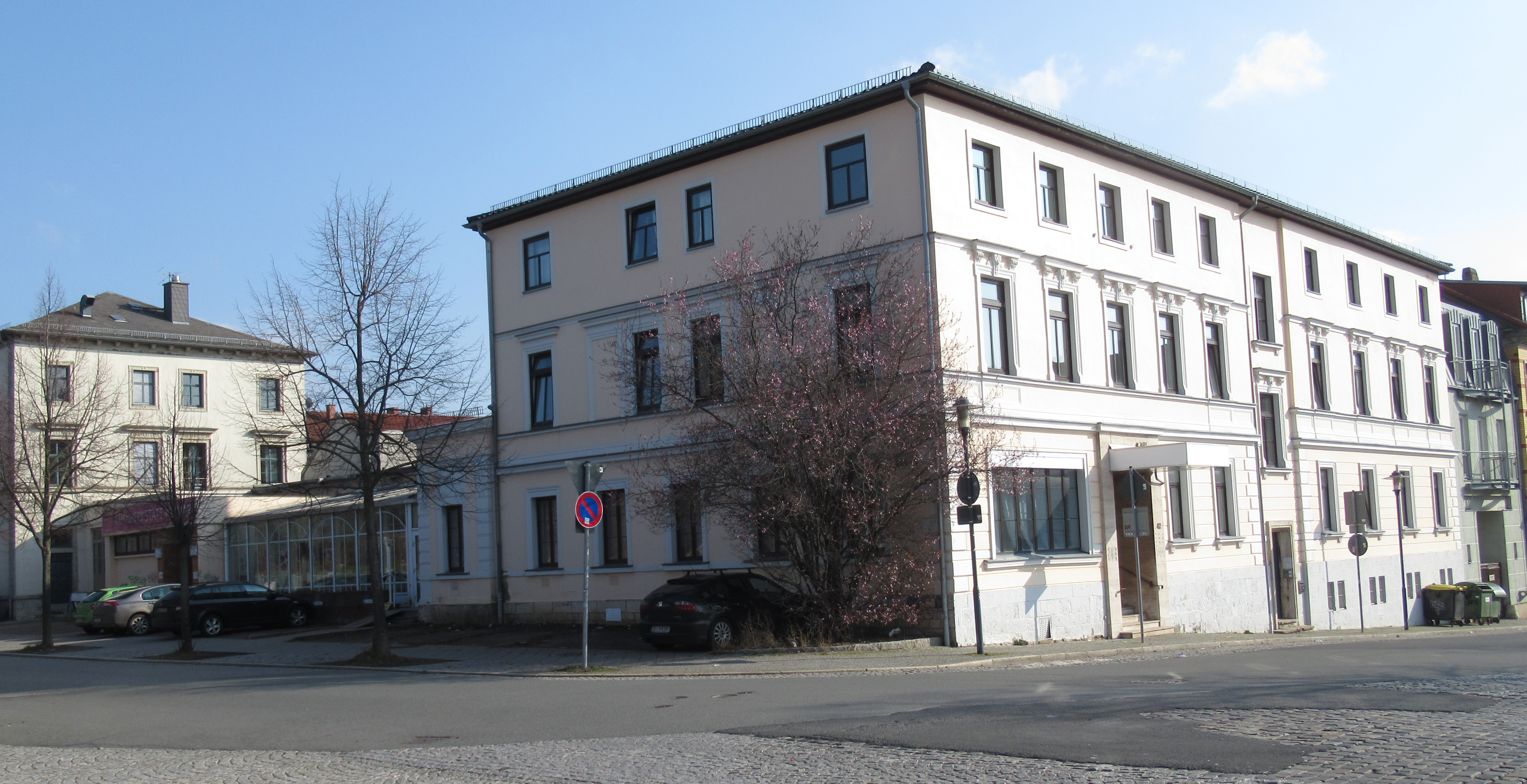
Ehemaliges Hotel in der Brennerstraße 42 (Weimar); links hinten Tanzschule und Caritashaus (Schopenhauerstraße 11)

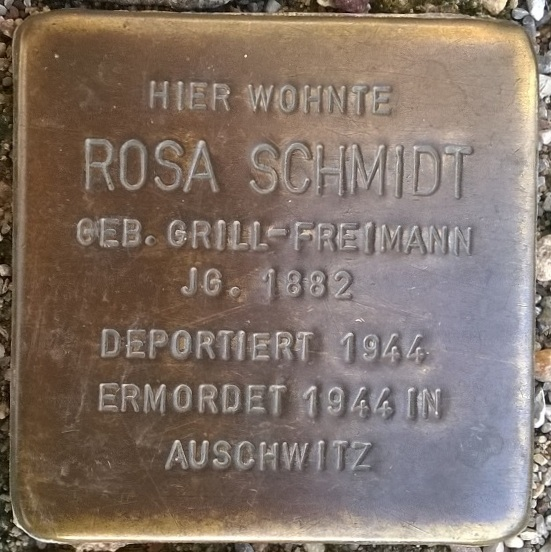
Stolperstein für Rosa Schmidt

Im Haus Brennerstraße 42 in Weimar befand sich das vormalige Lounge-Hotel Weimar. Es hieß auch einmal Hotel Thüringen. Es grenzt an der Ecke zur Schopenhauerstraße an den August-Baudert-Platz und liegt damit dem Bahnhof Weimar gegenüber. Inzwischen sind dort Business-Appartments, Architekturbüros und eine Tanzschule bzw. Caritashaus untergebracht.

## Geschichte
Das Hotel entstand in wilhelminischer Zeit und war mindestens seit 1892 als Hotel Hohenzollern vorhanden. Es war eines von drei im Besitz der Brauerei-Familie Heydenreich, die zudem noch fünf Gaststätten in Weimar besaß. Das Gebäude selbst ist erhalten. Vor 1902 hieß das Hotel angeblich „Schöne Aussicht“. Der Brauereibesitzer Heydenreich in Ehringsdorf war der Eigentümer, der es an Arthur und Rosa Schmidt verpachtete.
Bevor das parteieigene Hotel Elephant während des Nationalsozialismus zu Adolf Hitlers bevorzugtem Hotel in Weimar wurde, hatte Hitler bei seinen ersten Besuchen hier Quartier genommen. Nachweislich war das bereits vor dem Reichsparteitag von 1926 in Weimar der Fall. So war er 1925 hier Gast und nutzte es zugleich als organisatorisches Hauptquartier für den bevorstehenden Reichsparteitag. Im Jahr 1926 war er erstmals im Hotel Elephant zu Gast.
Das Haus ist mit dem Schicksal von Rosa Schmidt geb. Grill-Freimann verbunden, die 1944 nach Auschwitz deportiert und ermordet wurde und mit ihrem Ehemann Arthur Schmidt. Ein Stolperstein erinnert an ihr Schicksal. Arthur Schmidt war der Inhaber des Hotels. Gegen ihn erging 1944 ein Strafbefehl, weil er die jüdische Herkunft seiner Frau verschwieg. Sie wurde deportiert und ermordet und ihr Mann wählte den Freitod.
Im Jahr 2011 wurde das Gebäude an einen Architekten verkauft und schließlich bekam es nach erfolgter Renovierung die oben genannten Zweckbestimmungen.
Die Brennerstraße 42 steht auf der Liste der Kulturdenkmale in Weimar (Sachgesamtheiten und Ensembles).

## Architektur
Das Gebäude ist ein Zweiflügel-Eckbau. Seine Fassade zum August-Baudert-Platz hin ist eine markante Begrenzung des Bahnhofsvorplatzes. Das dreigeschossige gründerzeitliche Gebäude ist verputzt mit Inkrustationen und gedeckt mit einem Walmdach. Der Sockelbereich aus Naturstein ist übermalt. Die Fassadenverzierung mit den Fensterrahmungen wurde dabei relativ sparsam gehandhabt. Im Mittelgeschoss sind sie etwas aufwendiger und wohl dem Biedermeier entlehnt. Der Flügel zur Schopenhauerstraße hin besitzt einen Wintergarten mit Glasdach.